# Yngve Gustafsson
Yngve Hugo Gustafsson, född 13 september 1912 i Tryserums församling, Kalmar län, död 16 juli 2000 i Vallentuna församling, Stockholms län, var en svensk agronom. Han var far till läkaren Lars H. Gustafsson och astronomen Bengt Gustafsson.
Gustafsson, som var son till lantbrukare Hugo Gustafsson och Anna Bondesson, avlade agronomexamen 1936, samt blev agronomie licentiat 1940 och agronomie doktor 1947. Han blev assistent 1936 och förste assistent 1939 vid Kungliga Lantbrukshögskolan, var speciallärare i vattenbyggnad II vid Kungliga Tekniska högskolan 1942–1956, professor i agronomisk hydroteknik vid Kungliga Lantbrukshögskolan 1947–1948, överinspektör för lantbrukets försöksväsen 1948–1956, förordnad att till en del upprätthålla sistnämnda ämbete från 1956 och professor i kulturteknik vid Kungliga Tekniska högskolan 1955–1978.
Gustafsson var ordförande i lantbrukets försöksledarmöten från 1948–1963, i föreningen Lantbrukets forskare och försöksmän 1947–1953, i Sällskapet för agronomisk hydroteknik 1950–1969 samt i ett flertal kommittéer för lantbruksvetenskapligt samarbete. Han var ledamot av styrelsen för Kungliga Lantbrukshögskolan och statens lantbruksförsök 1948–1963, av jordbrukets forskningsråd 1948–1963, av svenska avdelningen av Nordiska jordbruksforskares förening 1949–1959, styrelsen för Fonden för främjande av forskning och försöksväsende på jordbrukets område 1951–1963, svenska FAO-kommittén 1954–1963 och ordförande i svenska kommittén för Internationella hydrologiska programmet 1973–1977. Han innehade internationella kommitté- och konsultuppdrag för Utrikesdepartementet, SIDA, Förenta nationerna, Unesco, FAO och svenska industrier rörande vatten- och naturresursfrågor. 
Gustafsson skrev vetenskapliga artiklar, utredningar och populärvetenskapliga skrifter i hydrologi, geohydrologi, dräneringsteknik, bevattningsteknik, vattenförsörjningsteknik och vattenadministration. Han invaldes som ledamot av Kungliga Lantbruksakademien 1950.